# Луна Гендрікс
Лýна Гéндрікс (нід. Loena Hendrickx; нар. 5 листопада 1999, Тюрнгаут, Бельгія) — бельгійська фігуристка, що виступає в жіночому одиночому катанні. Срібна (2022) та бронзова (2023) призерка Чемпіонату світу. Чемпіонка (2024), срібна (2023) та бронзова (2022) призерка Чемпіонату Європи. Срібна (2023) та бронзова (2022) призерка Фіналу Гран-прі. П'ятиразова чемпіонка Бельгії (2017—2019, 2022—2023) та учасниця Олімпійських ігор (2018, 2022).
Станом на 22 січня 2025 року посідає 5-те місце у рейтингу Міжнародного союзу ковзанярів.
Луна Гендрікс є найуспішнішою бельгійською фігуристкою усіх часів. Вона перша в історії бельгійська призерка чемпіонатів світу, Європи, Фіналу Гран-прі та етапів Гран-прі з фігурного катання.

## Біографія
Народилася 5 листопада 1999 року в Тюрнгауті, Бельгія. Вона є молодшою сестрою бельгійського фігуриста Йоріка Гендрікса.

## Спортивна кар'єра

### Початок
Гендрікс почала вчитися кататися на ковзанах у 2004 році. З грудня 2012 по грудень 2013 року вона виступала на міжнародній арені на рівні новачків, а потім піднялася до рівня юніорів.

### Сезон 2014—2015
Під керівництвом Карин Геррігерс у Тюрнгауті Луна дебютувала на юніорській серії Гран-прі, фінішувавши 17-тою у Дрездені, Німеччина. Вона виграла свій другий юніорський національний титул, а потім посіла 16-те місце на Європейському юнацькому олімпійському фестивалі 2015 року. Гендрікс завершила свій сезон юніорськими бронзовими медалями на International Challenge Cup та Coupe du Printemps.

### Сезон 2015—2016
Змагаючись в юніорській серії Гран-прі, Гендрікс посіла 14-те місце в Ризі, Латвія, а потім 11-те місце в Логроньо, Іспанія. На Міжнародному Кубку Ніцци фігуристка посіла сьоме місце. Другу половину сезону вона пропустила через перелом хребта і відновила виступи за півроку.

### Сезон 2016—2017
Після закриття ковзанки в Тюрнгауті, Гендрікс та її брат вирішили тренуватися на тимчасовій ковзанці. Незважаючи на те, що Луна все ще мала право змагатися на юніорському рівні, вона зосередилася на змаганнях серед старших. Починаючи свій сезон у серії Челленджер, вона посіла сьоме місце на CS Nebelhorn Trophy та CS Finlandia Trophy. У жовтні 2016 року вона виграла свою першу дорослу міжнародну медаль — срібло на Міжнародному Кубку Ніцци. У листопаді вона отримала срібло на NRW Trophy і золото на Чемпіонаті Бельгії. Відсутність фінансової підтримки призвела до того, що їй довелося відхилити запрошення на міжнародний захід в росії.
У січні 2017 року Гендрікс брала участь у Чемпіонаті Європи в Остраві, Чехія. Вона страждала від болю в ногах під час змагання, але, попри це, посіла одинадцяте місце в короткій програмі та сьоме в довільній, що призвело до сьомого місця в загальному заліку.
У лютому 2017 року Гендрікс виграла золото на International Challenge Cup в Гаазі, Нідерланди. У березні вона посіла 17-те місце в короткій, 14-те у довільній та 15-те у загальному заліку на Чемпіонаті світу 2017 року в Гельсінкі, Фінляндія. Завдяки її результату Бельгія отримала право на участь у змаганнях серед жінок на Зимових Олімпійських іграх 2018 року в Пхьончхані, Південна Корея. Після цього вона отримала певну фінансову компенсацію від Бельгійської федерації фігурного катання на свої витрати, до цього вона повністю фінансувала свою кар'єру сама.

### Сезон 2017—2018
Травма коліна змусила Луну відмовитися від участі в трьох змаганнях на початку сезону. У грудні вона знову стала чемпіонкою Бельгії. У січні вона посіла п'яте місце на Чемпіонаті Європи 2018 року в москві, росія. Наступного місяця фігуристка представляла Бельгію на Зимових Олімпійських іграх 2018 року, де вона та її брат Йорік були єдиними братом і сестрою, які змагалися в одиночному катанні. Луна Гендрікс посіла 16-те місце в загальному заліку.
На Чемпіонаті світу 2018 року в Мілані, Італія, Гендрікс встановила нові особисті рекорди в обох сегментах змагання і фінішувала на дев'ятому місці. Її результат дозволив Бельгії відправити двох фігуристів на Чемпіонат світу 2019 року.

### Сезон 2018—2019
Гендрікс розпочала свій сезон на CS Nebelhorn Trophy, вигравши бронзову медаль, її першу медаль Челленджера. Її місце на Чемпіонаті світу 2018 року дозволило їй отримати два призначення на етапи Гран-прі. На Skate America 2018 Гендрікс набрала 54,13 балів у короткій програмі, але знялася з довільної з медичних причин. Вона посіла п'яте місце на Grand Prix of Helsinki.
Гендрікс відмовилася від участі в Чемпіонаті Європи через травму спини, але була готова брати участь у Чемпіонаті світу в Сайтамі, де посіла дванадцяте місце.

### Сезон 2019—2020
Улітку 2019 року Луна розтягнула і зламала щиколотку і порвала три зв'язки під час тренувального збору в Туреччині. Вона повернулася на лід у вересні, але отримала ще одну травму гомілковостопного суглоба під час спроби потрійного стрибка. У грудні вона втретє пошкодила гомілку, що змусило її відмовитися від участі у Чемпіонаті Європи 2020 року. Наприкінці січня 2020 року у неї була травма сухожилля лівої щиколотки, через що вона не виходила на лід до тих пір, поки пандемія COVID-19 не закрила ковзанки.

### Сезон 2020—2021
Гендрікс розпочала новий змагальний сезон на турнірі CS Budapest Trophy, встановивши новий особистий рекорд у короткій програмі та вигравши золоту медаль у загальному заліку. Вона мала брати участь у французькому етапі Гран-прі, але подія була скасована через пандемію COVID-19. Пізніше Луна вдруге в кар'єрі виграла International Challenge Cup.
На Чемпіонаті світу 2021 року в Стокгольмі фігуристка посіла десяте місце в короткій програмі і четверте в довільній, ставши п'ятою у загальному заліку.

### Сезон 2021—2022
У передсезонні Гендрікс тренувався з відомим російським тренером Олексієм Мішиним. У серпні вона оголосила, що розійшлася з тренером Керін Геррігерс і відтепер її тренерами будуть лише її брат Йорік і хореограф Адам Соля. На початку змагального сезону на CS Finlandia Trophy вона посіла четверте місце.
Першим призначенням Гендрікс на Гран-прі був Cup of China, але після його скасування її перепризначили на Гран-прі в Турині. У свій день народження Луна посіла перше місце в короткій програмі з новим особистим рекордом 73,52 балів після помилки фаворитки змагань і чемпіонки світу Анни Щербакової. У довільній програмі вона стала третьою, поступившись Щербаковій і Майї Хромих, здобувши бронзу у загальному заліку. Це була її перша медаль на етапах Гран-прі та перша в історії медаль для бельгійської жінки. У перерві між міжнародними змаганнями фігуристка вчетверте виграла Чемпіонат Бельгії. Потім вона посіла п'яте місце на Rostelecom Cup 2021.
Гендрікс відвідала свій перший за чотири роки Чемпіонат Європи в Таллінні та посіла друге місце в короткій програмі, п'яте в довільній та четверте в загальному заліку. Однак у січні 2024 року Спортивний арбітражний суд ухвалив рішення анулювати перше місце Каміли Валієвої після того, як у неї було виявлено позитивну допінг-пробу на Чемпіонаті Росії 2022 року, після якого вона брала участь у Чемпіонаті Європи. У результаті Луна піднялася на одне місце і стала бронзовою призеркою Чемпіонату Європи 2022 року.
Призначена до своєї бельгійської олімпійської збірної, Луна Гендрікс була співпрапороносцем Бельгії під час церемонії відкриття Олімпійських ігор разом із гірськолижником Арманом Маршаном. На Зимових Олімпійських іграх 2022 року вона посіла сьоме місце в короткій програмі, дев'яте у довільній та восьме у загальному заліку.
Бельгійська федерація ковзанярського спорту спочатку забула подати ім'я Луни для участі у Чемпіонаті світу 2022 року, але після публікації списку заявок вони змогли виправити це через звернення до президента ІСУ Яна Дейкеми. Поступившись Каорі Сакамото, Гендрікс фінішувала другою за результатами змагання, посівши друге місце і в короткій, і в довільній програмі. Вона стала першою бельгійкою, яка виграла медаль Чемпіонату світу.

### Сезон 2022—2023

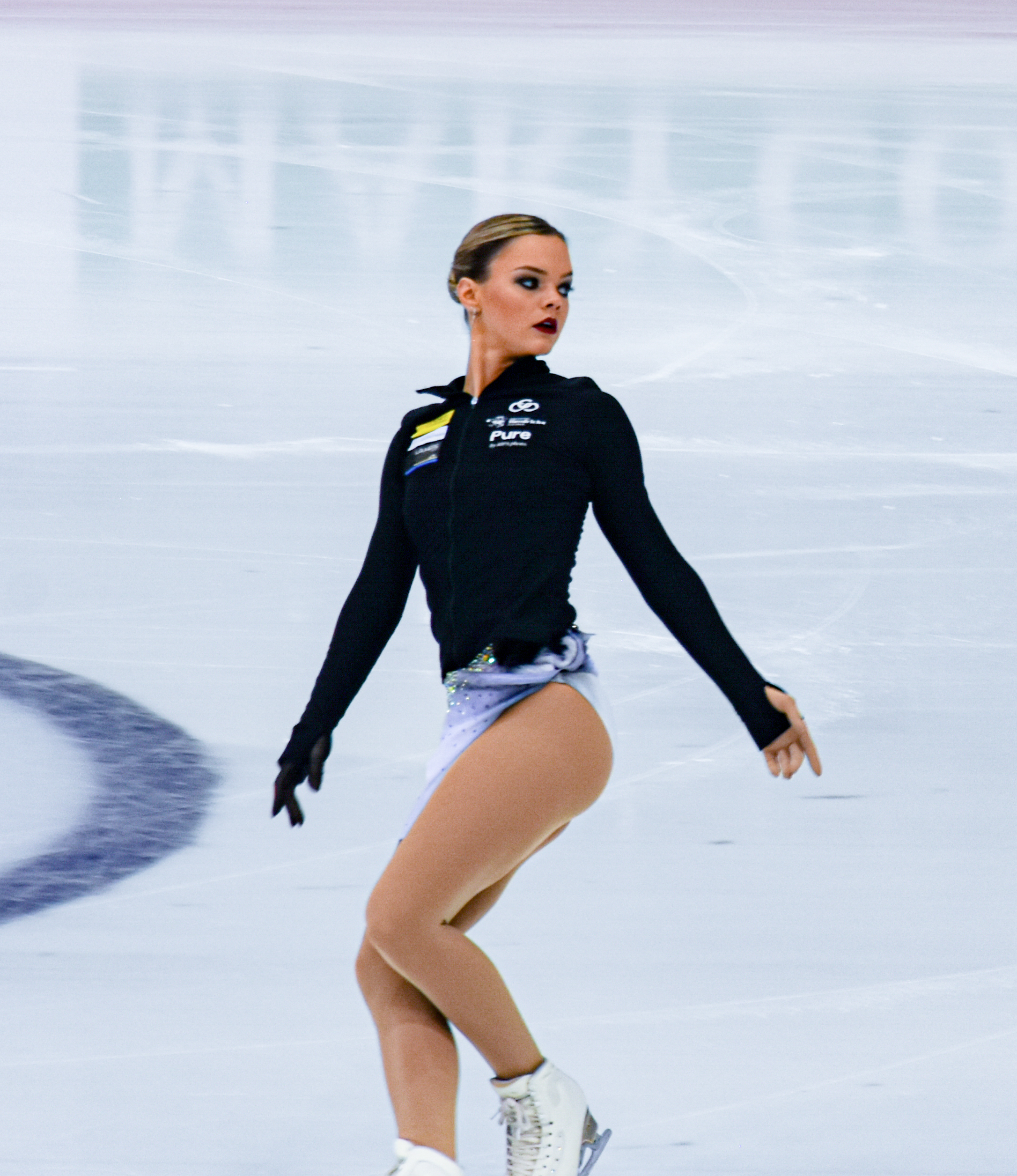
Гендрікс на Фіналі Гран-прі 2022 року

Гендрікс була призначена на CS Nebelhorn Trophy 2022, де виграла золоту медаль. Потім її запросили до складу команди Європи на Japan Open. Вона фінішувала другою у довільній програмі, поступившись японці Каорі Сакамото з результатом 132,53 балів. Команда Європи посіла третє місце в загальному заліку.
Потім Гендрікс брала участь у етапі Гран-прі Grand Prix de France 2022, де вона виграла і коротку, і довільну програми, здобувши золоту медаль у загальному заліку. Її золота медаль стала її першою золотою медаллю етапів Гран-прі та першою золотою медаллю етапів Гран-прі для будь-якої бельгійської фігуристки. За два тижні вона виграла свій п'ятий титул чемпіонки Бельгії. На її другому етапі Гран-прі, Grand Prix of Espoo 2022 фігуристка виграла коротку програму, випередивши японку Маї Міхару на 1,30 балів. У довільній програмі Луна була третьою і фінішувала другою в загальному заліку, а Міхара виграла золото.
Результати етапів Гран-прі кваліфікували спортсменку до Фіналу Гран-прі в Турині. Вона фінішувала третьою в короткій програмі і четвертою в довільній, ставши третьою у загальному заліку, поступившись Міхарі та Ізабо Левіто.
Виступаючи на Чемпіонаті Європи 2023 року як фаворитка на золоту медаль, Луна посіла друге місце в короткій програмі та третє в довільній. У загальному заліку вона стала другою, випередивши на 0,97 балів бронзову призерку Кіммі Репонд. Це була перша медаль Чемпіонату Європи для бельгійської фігуристки, так само як і перша медаль на Фіналі Гран-прі незадовго до цього.
На Чемпіонаті світу 2023 року фігуристка фінішувала п'ятою в короткій програмі і четвертою в довільній. У загальному заліку вона здобула бронзову медаль, поступившись Каорі Сакамото (перше місце) та Хе Ін Лі (друге місце).

### Сезон 2023—2024
У міжсезоння Гендрікс приєдналася до льодового шоу Stars on Ice у турах Японією, Канадою та Америкою, вперше виступаючи в Північній Америці. Змагальний сезон фігуристка розпочала на Japan Open, де вона фінішувала другою серед жінок, а європейська команда фінішувала третьою.
Вона виграла коротку та довільну програми на етапі Гран-прі Skate America 2023, і стала переможницею змагання з новим особистим найкращим загальним результатом (221,28 балів). Вона фінішувала першою в короткій програмі на Cup of China 2023, однак у довільній програмі вона зазнала труднощів, посівши третє місце в цьому сегменті та опустившись на третє місце в загальному заліку. На наступних вихідних вона знялася з Чемпіонату Бельгії, посилаючись на тривалу хворобу.
Вона посіла друге місце в короткій програмі на Фіналі Гран-прі, незважаючи на помилку при приземленні під час потрійного фліпа. У довільній програмі Луна стала четвертою, але залишилася другою в загальному заліку.
Гендрікс виступила на Чемпіонаті Європи в Каунасі як фаворитка події та виграла обидва сегменти змагань, у результаті вигравши золоту медаль. Інша бельгійська фігуристка, Ніна Пінзарроне приєдналася до неї на п'єдесталі як бронзова призерка, і це був перший випадок, коли дві бельгійські фігуристки потрапили на подіум Чемпіонату Європи одночасно.
На початку лютого, напередодні Чемпіонату світу 2024 року, Луна отримала нагороду за найкращий костюм на церемонії нагородження ISU Skating Awards 2024 за свій наряд у довільній програмі. У неї була травма стегна, в результаті якої вона змінила концепцію своєї короткої програми, перенісши свою комбінацію стрибків у першу половину програми. Гендрікс виграла коротку програму на Чемпіонаті світу, встановивши новий особистий рекорд — 76,98 балів. Довільна програма виявилася складнішою, з кількома помилками на стрибках і падінням під час потрійного фліпа. Луна була восьмою в сегменті та опустилася на четверте місце в загальному заліку, відстаючи від південнокорейської бронзової медалістки Чхе Йон Кім на 3,34 балів.

### Сезон 2024—2025
Гендрікс почала сезон з виступу на Shanghai Trophy, де здобула бронзову медаль.
Вона знялася з обох етапів Гран-прі, на які була заявлена (у Франції та Фінляндії) через неготовність до змагань. У січні 2025 року вона також знялася з Чемпіонату Європи через травму, отриману раніше під час тренувань.
У січні 2025 року Луна Гендрікс достроково завершила сезон через операцію на щиколотці, однак наголосила, що після відновлення планує повернутися до змагань.

## Програми
| Сезон     | Коротка програма | Довільна програма | Показові номери |
| --------- | --- | --- | --- |
| 2024—2025 | - «Black and Gold» Бренна Вітакер. Хореограф-постановник Адам Соля | - «Believe» Шер - «Fly Away From Sorrow» Карл Гюго. Хореограф-постановник Адам Соля | |
| 2023—2024 | - «Im Nin’alu» Ашер Свісса та Авраам Мор ft. Наркіс. Аранжування Карл Гуго - «Living for Love» Мадонна, аранжування Карл Гуго. Хореограф-постановник Адам Соля              | - «Break My Soul (The Queens Remix)» Бейонсе та Мадонна, аранжування Карл Гуго. Хореограф-постановник Адам Соля | - «Unicorn» Ноа Кірел |
| 2022—2023 | - «Sí, Mamá» Inna - «Mi Gente» Джей Бальвін та Віллі Вільям у виконанні Бейонсе. Хореограф-постановник Адам Соля                                                            | - «Heaven» - «Fallen Angel» Карл Гуго. Хореограф-постановник Адам Соля - «Poeta» Робі Факкінетті - «Fallen Angel» Карл Гуго. Хореограф-постановник Адам Соля - «Poeta» Робі Факкінетті. Хореограф-постановник Адам Соля           | - «Loneliness» LONI |
| 2021—2022 | - «Caruso» Лучіо Далла у виконанні Лари Фабіан. Хореограф-постановник Адам Соля                                                                                             | - «Andromeda (Psytrance)» Dj Mistrionsx - «Spirits» Chronis Taxidis - «Lost Desert» Armand Franquelli, Ezequiel Asencio - «Mizmar vs Violin» Hamada Enani - «Arabian Night» Zwirek, Петро Цвирко. Хореограф-постановник Адам Соля | - «Circus» Брітні Спірс |
| 2020—2021 | - «It's All Coming Back to Me Now» у виконанні Селін Діон. Хореограф-постановник Адам Соля                                                                                  | - «Fever» Едді Кулі, Отіс Блеквелл у виконанні Бейонсе - «Naughty Girl» у виконанні Бейонсе. Хореограф-постановник Адам Соля | |
| 2018—2019 | - «It's All Coming Back to Me Now» у виконанні Селін Діон. Хореограф-постановник Адам Соля                                                                                  | - «Diferente» Gotan Project. Хореограф-постановник Адам Соля | - «Into You» Аріана Ґранде |
| 2017—2018 | - «Frozen» Мадонна. Хореограф-постановник Адам Соля | - «Diferente» Gotan Project. Хореограф-постановник Адам Соля | - «New Rules» Дуа Ліпа |
| 2016—2017 | - «The Prayer» у виконанні Селін Діон, Джоша Гробана. Хореограф-постановник Адам Соля                                                                                       | - «Adagio» у виконанні Лари Фабіан. Хореографиня-постановниця Сенді Суй | |
| 2015—2016 | - «Jalousie 'Tango Tzigane'» Jacob Gade - «Gabriel's Oboe» (з фільму «Місія»). Енніо Морріконе - «Jalousie 'Tango Tzigane'» Jacob Gade. Хореографиня-постановниця Сенді Суй | - «Adagio» у виконанні Лари Фабіан. Хореографиня-постановниця Сенді Суй | |
| 2014—2015 | - «Soapdish» Алан Сільвестрі | - «Принц Єгипту» Ханс Циммер | |
| 2013—2014 | - «Soapdish» Алан Сільвестрі | - «Malagueña» Ернесто Лекуона | |
| 2012—2013 | - «He's a Pirate» (з фільму «Пірати Карибського моря: Скриня мерця»). Клаус Бадельт та Ханс Циммер, у виконанні Девіда Гаррета                                              | - «Malagueña» Ернесто Лекуона | - «Malagueña» Ернесто Лекуона - «He's a Pirate» (з фільму «Пірати Карибського моря: Скриня мерця»). Клаус Бадельт та Ханс Циммер, у виконанні Девіда Гаррета |
| 2010—2011 | | - «Overture» (з фільму «Тендітна Ірма»). Андре Превін | |

## Спортивні досягнення
| Змагання                                | 13/14      | 14/15      | 15/16      | 16/17      | 17/18      | 18/19      | 20/21      | 21/22      | 22/23      | 23/24      | 24/25      |
| Міжнародні                              | Міжнародні | Міжнародні | Міжнародні | Міжнародні | Міжнародні | Міжнародні | Міжнародні | Міжнародні | Міжнародні | Міжнародні | Міжнародні |
| --------------------------------------- | ---------- | ---------- | ---------- | ---------- | ---------- | ---------- | ---------- | ---------- | ---------- | ---------- | ---------- |
| Олімпійські ігри                        |            |            |            |            | 16         |            |            | 8          |            |            |            |
| Чемпіонат світу                         |            |            |            | 15         | 9          | 12         | 5          | 2          | 3          | 4          |            |
| Чемпіонат Європи                        |            |            |            | 7          | 5          |            |            | 3          | 2          | 1          |            |
| Фінал Гран-прі                          |            |            |            |            |            |            |            |            | 3          | 2          |            |
| Етап Гран-прі. Skate America            |            |            |            |            |            |            |            |            |            | 1          |            |
| Етап Гран-прі. Finlandia Trophy         |            |            |            |            |            | 5          |            |            | 2          |            |            |
| Етап Гран-прі. Cup of China             |            |            |            |            |            |            |            |            |            | 3          |            |
| Етап Гран-прі. Internationaux de France |            |            |            |            |            |            |            |            | 1          |            |            |
| Етап Гран-прі. Rostelecom Cup           |            |            |            |            |            |            |            | 5          |            |            |            |
| Етап Гран-прі. Італія                   |            |            |            |            |            |            |            | 3          |            |            |            |
| Челленджер. Budapest Trophy             |            |            |            |            |            |            | 1          |            |            |            |            |
| Челленджер. Nebelhorn Trophy            |            |            |            | 7          |            | 3          |            |            | 1          |            |            |
| Челленджер. Finlandia Trophy            |            |            |            | 7          |            |            |            | 4          |            |            |            |
| Shanghai Trophy                         |            |            |            |            |            |            |            |            |            |            | 3          |
| International Challenge Cup             |            |            |            | 1          |            |            | 1          |            |            |            |            |
| Santa Claus Cup                         |            |            |            |            | 2          |            |            |            |            |            |            |
| NRW Trophy                              |            |            |            | 2          |            |            |            |            |            |            |            |
| Міжнародний Кубок Ніцци                 |            |            | 7          | 2          |            |            |            |            |            |            |            |
| Командні                                |            |            |            |            |            |            |            |            |            |            |            |
| Japan Open                              |            |            |            |            |            |            |            |            | 3          |            |            |
| Національні                             |            |            |            |            |            |            |            |            |            |            |            |
| Чемпіонат Бельгії                       |            |            |            | 1          | 1          | 1          | C          | 1          | 1          |            |            |
| Чемпіонат Бельгії серед юніорів         | 1          | 1          |            |            |            |            |            |            |            |            |            |
| Міжнародні серед юніорів                |            |            |            |            |            |            |            |            |            |            |            |
| Етап юніорського Гран-прі. Австрія      |            |            |            |            | 9          |            |            |            |            |            |            |
| Етап юніорського Гран-прі. Іспанія      |            |            | 11         |            |            |            |            |            |            |            |            |
| Етап юніорського Гран-прі. Латвія       |            |            | 14         |            |            |            |            |            |            |            |            |
| Етап юніорського Гран-прі. Німеччина    |            | 17         |            |            |            |            |            |            |            |            |            |
| Європейський Олімпійський фестиваль     |            | 16         |            |            |            |            |            |            |            |            |            |
| International Challenge Cup             |            | 3          |            |            |            |            |            |            |            |            |            |
| Coupe Printemps                         | 6          | 3          |            |            |            |            |            |            |            |            |            |